# Tarra White
Pour les articles homonymes, voir White.
Tarra White, de son vrai nom Martina Mrakviová, née le 19 novembre 1987, était une actrice pornographique tchèque aux multiples récompenses. Elle était sous contrat avec les studios Private Media Group.

## Biographie
Dès l'âge de cinq ans, Martina Mrakviová annonce qu'elle sera stripteaseuse. Plus âgée, elle applique ce qu'elle a dit et s'isole dans sa chambre pour se livrer à des exhibitions de striptease en solitaire. Elle découvre la pornographie vers l'âge de 13 ans et aspire à devenir une star du X. Elle s'entraine en prenant des poses avec les chaussures à hauts talons de sa mère. Cette dernière la surprend et accueille avec peine les ambitions de sa fille. Martina Mrakviová a son premier rapport sexuel à l'âge de seize ans.
Passionnée par le sexe, Tarra White pense que la pornographie est « un bon moyen de gagner de l'argent facilement ». Elle dirige ses pas vers l'industrie du genre et commence par tourner sa première scène avec Robert Rosenberg en public en face de l'Université Charles de Prague,, sous son patronyme, le jour de ses dix-huit ans alors qu'elle est encore élève du secondaire, . Elle avoue avoir été tellement stressée de se trouver nue au beau milieu de la rue, face à la foule des curieux, qu'elle en oublie de regarder la caméra.
Tarra White ouvre un blog à l'occasion de la série des Private Sexclusive. Elle donne de ses nouvelles et l'agrémente de photos. Elle le met à jour deux fois par semaine
Depuis le mois de mai 2008, Tarra White, sous le nom de Martina Mrakviová est un des piliers de la rubrique RedNews (un programme semblable à Naked News au cours duquel des hommes ou des femmes présentent un journal télévisé entièrement nues ou se déshabillent à mesure qu'elles lisent les informations) sur la chaîne de télévision privée tchèque TV Nova.
Elle a pris sa retraite en tant qu'interprète en 2013

## Filmographie sélective
Une filmographie plus complète peut être consultée ici
- Bimbo Club : Boobs, Sex and Sun, (2009)
- Pornochic 17: Tarra White, (2009)
- Ritual, (2008)
- Mafia girl, (2007)
- Dorcel Airlines, (2007)
- Brigitte Bui - Intimité d’un top model, (2007)
- Mondo Rossi, (2006)
- Yasmine à la prison de femme, (2006)
- 7 bombes sous le soleil, (2006)
- Squirt quenchers, (2006)
- Semen shots 9, (2006)
- Claudia 18 ans - Mes premières vacances, (2006)
- Teen Tryouts Audition 47
- Gent 12 (2007)
- L'infirmière (Marc Dorcel)
- L'été de mes 19 ans (Marc Dorcel)
- Une mère et sa fille (Marc Dorcel) (2010)

## Récompenses
- 2006 : Golden Star (Prague Erotica Show) – Best Starlet[4];
- 2007 : Golden Star – Best Czech Republic Porn Actress[4];
- 2008 : FICEB Meilleur second rôle pour Wild Waves (Woodman Entertainment)[9];
- 2009 : Hot d'or - Meilleure actrice européenne[10];
- 2009 : Hot d'or - Meilleure actrice européenne, pour Billionaire (Private)[10]
- 2009 : Eroticline Awards - Best European Actress
- 2010 : Eroticline Awards - Best International Actress